# 婦女界社
株式会社婦女界社（ふじょかいしゃ）は、かつて存在した日本の出版社である。婦人雑誌『婦女界』を同文館から引継ぎ、編集発行したことで知られる。

## 略歴・概要

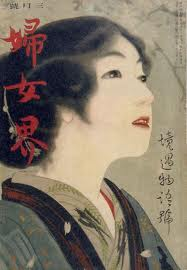
『婦女界 境遇物語号』（婦女界社、1921年10月号）。

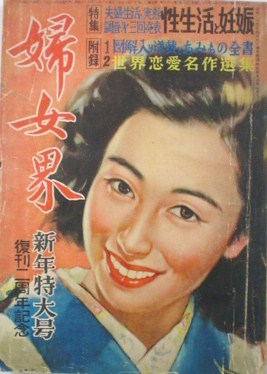
『婦女界 復刊二周年記念新年特大号』（婦女界新社、1950年1月号）。

羽仁吉一・羽仁もと子夫妻による婦人之友社にいた都河龍（つがわ しげみ、1880年 - 没年不詳）が、同文館（現在の同文舘出版）が編集発行していた婦人雑誌『婦女界』の権利の譲渡を受け、1912年（大正元年）11月28日に設立、『婦女界』は、1913年（大正2年）1月発行の第7巻第1号から同社が編集発行を開始した。1920年（大正9年）には、『母之友』を創刊している。1922年（大正11年）3月18日には、同社社主の都河は、画家の岡本一平とともに世界一周の旅に出発、その様子を同年、『世界一周名所写真帖 創立十周年記念』として出版する。設立時の所在地は不明だが、1923年（大正12年）に落成した麹町区永楽町1丁目1番地（現在の千代田区丸の内1丁目4番1号）の丸ノ内ビルヂング355号に入居している。戦後、衆議院議員になる倉石忠雄が1920年代に入社しており、都河の次女と結婚し、のちに常務取締役に就任している。1930年代には、麹町区九段4丁目13番地（現在の千代田区九段南4丁目）に移転している。
第二次世界大戦中の1943年（昭和18年）3月、『婦女界』の休刊を余儀なくされたが、同大戦終結後の1948年（昭和23年）1月、編集発行を再開する。1950年（昭和25年）7月26日に行われた第8回国会大蔵委員会での宮腰喜助議員の指摘によれば、当時の財団法人交通公社（現在の公益財団法人日本交通公社）は、前年に、婦女界社に対して4,000万円にのぼる融資をしていたとのことであり、このころには、同社は「婦女界新社」と改称、同年1月発行の第38巻第1号は「復刊二周年記念新年特大号」と銘打ったが、同年内には、再度休刊してしまった。『婦女界』は、1952年（昭和27年）、主婦の友社出身の西村邦子による、同社とは別組織の婦女界出版社（現在のオクターブ）が再復刊したが、同年11月には休刊している。
1953年（昭和28年）発行の『文藝年鑑 一九五三年版』には、「新婦女界社」は、都河龍を代表とし、『新婦女界』を発行し、渋谷区代々木千駄谷四丁目713番地に社を構えている旨の表記がある。婦女界社ならびに婦女界新社（あるいは新婦女界社）のその後の活動は不明であるが、同社の刊行物は、大空社が『傳記棚橋絢子刀自』（中村武羅夫、1938年）を1989年（平成元年）に、『越えて来た道』（都河竜、1930年）を1992年（平成4年）に、『南方地名辞典』（南洋事情研究会、1942年）を2007年（平成19年）に、女性モード社が『正しい化粧と着付』（遠藤波津子、1926年）を1997年（平成9年）に、それぞれ復刻されている。

## 創業者
創業者で社主の都河龍（つがわ しげみ、1880年 - 没年不詳）は、広島県山県郡山廻村に都河大亮の次男として生まれ、上京して東洋大学に学び、明治40年（1907年）ごろ、同文館（代表・森山章之丞、明治29年創業）の雑誌『商業と教育』『婦女界』の編集に携わった。明治43年には羽仁吉一が『婦女界』の編集責任者、都河が編集、石川武美が営業を担当した。
羽仁もと子の婦人之友社の記者を経て、大正2年（1913年）に独立し『婦女界』を譲り受け、同文館時代からの石川、婦人之友社時代の同僚の松田鶴子、津田敏子、井上延子の協力を得て、当初3万部だった同誌を3年で倍増させた。石川、松田退社ののち太田菊子（1891-1959）を編集長とし、石川が創刊した主婦の友と並ぶ婦人雑誌に育て、大正3年に始めた広告代理業務のほか、幼児雑誌『幼年の国』、出版部の『母の友叢書』も成功させた。大正11年には欧米を漫遊し、翌年には自社のある丸ビル内に米国帰りの山野千枝子にアメリカ式の美容院を出店させた。著書に自伝『超えてきた道』（大空社、1992）などがある。娘婿に同社元社員で都河が英国留学させ、政治家になった倉石忠雄がいる。

## おもな刊行物
国立国会図書館蔵書を中心とした定期刊行物・書籍の一覧である。

### 定期刊行物
- 『婦女界』、1913年 - 1950年
- 『母之友』、1920年 - 1946年7月
- 『婦人と修養』、1932年 - 1937年
- 『幼年の国』
- 『愛児の友』

### 書籍
1910年代
- 『五人姉妹』、柳川春葉、1914年
- 『家政百箇條』、都河龍、1915年
- 『実用衣類整理法』、菱山衡平、1917年
- 『家庭日常礼法』、都河龍、1917年
- 『子供を丈夫に育てる秘訣』、都河竜、1918年
- 『荒浪』絵画小説、千葉春村・画石井朋昌、1918年
- 『誘惑』絵画小説、千葉春村、1918年
- 『心の華』絵画小説、小山内薫・画石井朋昌、1918年
- 『小学訓 婦人修養』、棚橋絢子、1918年 - 1919年
- 『世間』前・後篇、柳川春葉、1919年
- 『我が子の教育』、鳩山春子、1919年

1920年代
- 『自働療法』、五十嵐光竜、1920年
- 『花守と二十八宿』詩集、横瀬夜雨、1921年
- 『現代婦人詩歌選集』、正富汪洋、1921年
- 『世界一周名所写真帖 創立十周年記念』、婦女界、1922年
- 『母の手芸』、津田敏子、1923年
- 『母親から子供への性教育』、井村延子、1923年
- 『婦人修養の栞』、婦人修養会、1923年
- 『最新流行編物五十種』、山田松子、1923年
- 『関東大震災写真実記』、婦女界社、1923年 - 関東大震災の記録
- 『安産と難産』母之友叢書 1, 望月寛一、1923年
- 『母子手芸』母之友叢書 2, 津田敏子、1923年
- 『病児看護の批判』母之友叢書 3, 吉田久造、1923年
- 『児童心理』母之友叢書 4, 上野陽一、1923年
- 『母と子の美術』母之友叢書 5, 太田三郎、1924年
- 『母と子の科学』母之友叢書 6, 深沢幾市、1924年
- 『童話』母之友叢書 7, 千葉春村、1924年
- 『母の教育』母之友叢書 8, 三宅やす子、1924年
- 『礼儀作法』母之友叢書 9, 大妻コタカ、1924年
- 『西遊記』、宮尾しげを、1925年
  - 『漫画西遊記』、宮尾重男、1928年
- 『育児の実際』母之友叢書 10, 太田孝之、1925年
- 『性病と不姙症』母之友叢書 11, 望月寛一、1925年
- 『偉人の母』母之友叢書 12, 千葉春村、1925年
- 『手縫で出来る子供洋服』、三須裕、1925年
- 『正しい化粧と着付』、遠藤波津子、1926年 - 女性モード社が1997年に復刻
- 『流行型編物百種』、山田松子、1926年
- 『栄養本位の簡易西洋料理』、桜井省三、1927年
- 『肺病征服記』、岩瀬又吉、1927年
- 『徹底的の家庭看護法』、小田俊三、1928年
- 『四季の家庭料理』、宮沢ひさの、1928年
- 『最新衣類整理法』、菱山衡平、1929年
- 『民間療法と家庭薬物の知識』、婦女界編輯部、1929年

1930年代
- 『最新型夏の婦人子供服』、婦女界社、1930年
- 『結婚心得帖』、婦女界社編輯部、1930年
- 『家庭マッサージ療法』、野地繁久、1930年
- 『和洋裁縫手藝全集』、婦女界社、1930年
- 『日常和服裁縫の秘訣』、婦女界社、1930年
- 『越えて来た道』、都河竜、1930年 - 大空社が1992年に復刻 ISBN 4872363892
- 『世に出るまで 自伝小説』、太田菊子、1930年
- 『空の王者リンドバーグ』、広畑恒五郎、1931年
- 『楽しい家庭園の作り方』、白木正光、1931年
- 『我子の愛育法』、三田谷啓、1931年3月
- 『編物の最新型独り案内』、都河竜、1931年
- 『実際美容術』、北原十三男、1931年
- 『家庭惣菜料理十二ケ月』、婦女界社、1931年
- 『動く絵本 お伽の森』、金子士郎、画・装幀柿原輝行、1931年
- 『あっぱれ無茶修行 動く漫画』、宮尾しげを、1932年
- 『愛児の導き方』、三田谷啓、1932年
- 『台所重宝顧問五百題』、婦女界社、1932年
- 『家庭百科重宝辞典』全3巻、婦女界社、1932年 - 1933年
- 『夏の病人料理全集』、婦女界社、1933年
- 『春の料理集 日本料理・西洋料理・支那料理』、婦女界社、1933年
- 『実用和服裁縫独習書』、原田惠助、1933年
- 『女流作家二十二人集』、宇野千代、1933年
- 『薬草薬木家庭療病宝鑑』、婦女界社、1933年
- 『コドモの相談』、三田谷啓、1934年
- 『四季の新日本料理』、宇多繁野、1934年
- 『日本婦道講座』全6巻、義済会、1935年
- 『日本名婦伝』、菊池寛、1935年
- 『男女貞操読本』、菊池寛ほか、1935年
- 『性病宝鑑』、賀川哲夫・福井正憑、1935年
- 『日本婦道講座 国体の真髓と家族制度の本義 1』、婦女界社、1935年
- 『日本婦道講座 日本精神の真義 2』、婦女界社、1935年
- 『日本婦道講座 3』、松信弘毅、1935年
- 『日本婦道講座 孝悌の道 4』、婦女界社、1935年
- 『日本婦道講座 明治天皇と和歌の道 5』、婦女界社、1935年
- 『赤堀式惣菜料理』、赤堀峰吉、1936年
- 『惣菜料理五百種』、赤堀峰吉、1936年
- 『大発明家の一生』、河村直、1937年 - 田熊常吉の伝記
- 『我子の教育』、関寛之、1937年
- 『微笑のすゝめ』、微笑聯盟、1938年
- 『家計読本』、氏家寿子、1938年
- 『評釈女大学』、棚橋絢子、1938年
- 『生きて行く道』、畑米吉、1938年
- 『傳記棚橋絢子刀自』、中村武羅夫、1938年 - 棚橋絢子の伝記、大空社が1989年に復刻 ISBN 4872363612
- 『新篇日常和服裁縫の秘訣』、原田恵助、1938年
- 『戦場と故郷 前線将士の職場だより集』、婦女界社編輯部、1939年
- 『薬草薬木家庭療病宝鑑』、佐々木稔、1939年
- 『武尊の麓』、江口きち、1939年
- 『萩の島里』、内田守人、1939年
- 『最新姓名学 開運の礎』、熊崎健翁、1939年
- 『育児の実際』母の文庫、婦女界社編輯部、1939年
- 『妊娠と安産の心得』母の文庫2, 吉岡弥生、1939年
- 『母の手芸』母の文庫4, 大妻コタカ、1939年
- 『母の料理』母の文庫8, 秋穂敬子、1939年
- 『育児の実際』母の文庫9, 都河竜、1939年
- 『瀬戸の曙』、内田守人、1939年
- 『情熱の詩人石川啄木』、南部克彦、1939年 - 石川啄木の伝記
- 『お惣菜向き支那料理集』、宮田武義、1939年

1940年代
- 『スタイルの選び方 型紙から縫ひ上げまで』、婦女界洋装部、1940年
- 『東京探偵局』、北町一郎、1940年
- 『啓子と狷介』、北町一郎、1940年
- 『希望の書』、芹沢光治良、1940年
- 『標準名づけ読本』、国語協会名のつけ方委員会、1940年
- 『ブレーメン號脱出』、アドルフ・アーレンス（英語版）、訳東城忠男、1941年
- 『私はかうしてスパイした』、サマセット・モーム、訳東城忠男・青山雄作、1941年
- 『来るべき服装』、服装問題研究会、1941年
- 『産報読本』、木村一郎、1941年
- 『母の宗教』母の文庫12, 高嶋米峰・溝口白羊、1941年
- 『火線の母 戰線慰問六萬キロ』、萩萩月、1941年
- 『板垣参謀長』、婦女界社、1941年
- 『板垣総参謀長』、広野道太郎、 1941年
- 『世界名婦人伝』、伊藤松雄、1941年
- 『遍路日記』、荻原井泉水、1941年
- 『泰国・仏印と日本人』、福中又次、1941年
- 『其の日の心得 全女学生必携救護訓練図解』、荷見秋次郎、1941年
- 『養護訓導精義』、荷見秋次郎・中村鎮、1941年
- 『梅歌文鈔』、頼静子・頼成一、1941年
- 『母の手紙』、岡本太郎/岡本かの子・岡本一平、1941年
- 『子供服全集』、婦女界社洋裁部、1942年
- 『ワンピース全集』、婦女界社洋裁部、1942年
- 『日本語の世界的進出』、松宮一也、1942年
- 『民族の美』、朝倉文夫、1942年
- 『北見の人々 教師の妻の記録』、松樹たか子、1942年
- 『戦争と子供と綴方』、編林進治、監修坪田譲治、1942年
- 『南進第一歩』、山田忍三、1942年
- 『南方事情早わかり』、矢代不美夫、1942年
- 『思索の手套 科學隨想』、石原純、1942年
- 『思索の手袋』、石原純、1942年
- 『療養の真髄』、小林専一、1942年
- 『世紀の鳥人飯沼正明』、伊藤松雄、1942年 - 飯沼正明の伝記
- 『南方地名辞典』、南洋事情研究会、1942年 - 大空社が2007年に復刻 ISBN 9784283005013
- 『貯金の出来る家計簿 予算実行』、婦女界社、1942年
- 『転業へ生きる道』、吉田政雄、1943年
- 『愛の新書』、阿部静枝、1943年
- 『花暦』、浜本浩、1944年